# Brčevo
Brčevo (mazedonisch Брчево; albanisch definit Bërçeva, indefinit Bërçevë) ist ein Haufendorf im nördlichen Teil der Gemeinde Struga in der Region Südwesten der Republik Nordmazedonien.

## Geographie
Brčevo befindet sich 13 Kilometer Luftlinie nördlich der Gemeindehauptstadt Struga. Im Norden liegt Prisovjani, im Nordosten Mislodežda, im Südosten Poum, im Süden Bogojci und im Nordwesten Globočica.
Das Dorf befindet sich in einem kleinen Talkessel des Karaorman-Gebirges. Südwestlich erhebt sich dieses auf bis zu 1320 m. i. J., während die Höhe im Dorfzentrum selbst 955 m. i. J. beträgt.
Im Westen hinter dem Berg fließt der Schwarze Drin von Süden nach Norden.
Das Klima liegt wie in der ganzen Region im kontinental-mediterranen Übergangsgebiet.

## Bevölkerung
Der Ort hat 6 Einwohner (2021). Fast alle Bewohner gehören der mazedonischen Mehrheit an und sprechen Mazedonisch. Sie bekennen sich fast ausschließlich zum orthodoxen Christentum. Ein Großteil der während des sozialistischen Jugoslawiens aufgewachsenen Christen ist außerdem säkular geprägt. Der Atheismus spielt eine untergeordnete Rolle.
Im westlichen Dorfteil steht die Dorfkirche, die dem Erzengel Michael geweiht ist.
Die nachfolgende Tabelle zeigt die demographische Entwicklung seit dem Zweiten Weltkrieg.
| Jahr      | 1948 | 1953 | 1961 | 1971 | 1981 | 1991 | 1994 | 2002 | 2021 |
| --------- | ---- | ---- | ---- | ---- | ---- | ---- | ---- | ---- | ---- |
| Einwohner | 299  | 316  | 355  | 308  | 140  | 54   | 33   | 9    | 6    |

## Geschichte
Bis zu deren Fusion mit der Gemeinde Struga im Jahr 2004 gehörte Brčevo zur Gemeinde Lukovo.

## Verkehr
Brčevo liegt an einer Nebenstraße der Gemeindestraße P2243, welche die Gemeindehauptstadt Struga mit dem nördlichen Gemeindeteil verbindet.